# Artannes-sur-Indre

Artannes-sur-Indre este o comună în departamentul Indre-et-Loire, Franța. În 1 ianuarie 2022 avea o populație de 2.782 de locuitori.